# Europäische Universität von Tirana
Die Europäische Universität von Tirana (albanisch Universiteti Europian i Tiranës, kurz UET) ist eine private Universität in der albanischen Hauptstadt Tirana. Mit knapp 3000 Studenten ist sie eine der größten privaten Hochschulen des Landes.
Die UET wurde im Jahr 2006 von sechs Akademikern gegründet und besitzt drei Fakultäten:
- Fakultät für Rechtswissenschaften
- Fakultät für Sozial- und Kommunikationswissenschaften
- Fakultät für Wirtschaftswissenschaften

Die Universität hat weltweit enge Beziehungen mit verschiedenen Hochschulen, unter anderem mit der Aston University in Birmingham, der Assas-Universität in Paris, der Universität Bari, der Bar-Ilan-Universität in Tel Aviv, der Universität Montenegro, der South East European University in Tetovo und der Universität Aix-Marseille.